# Michail Dauhaljawez

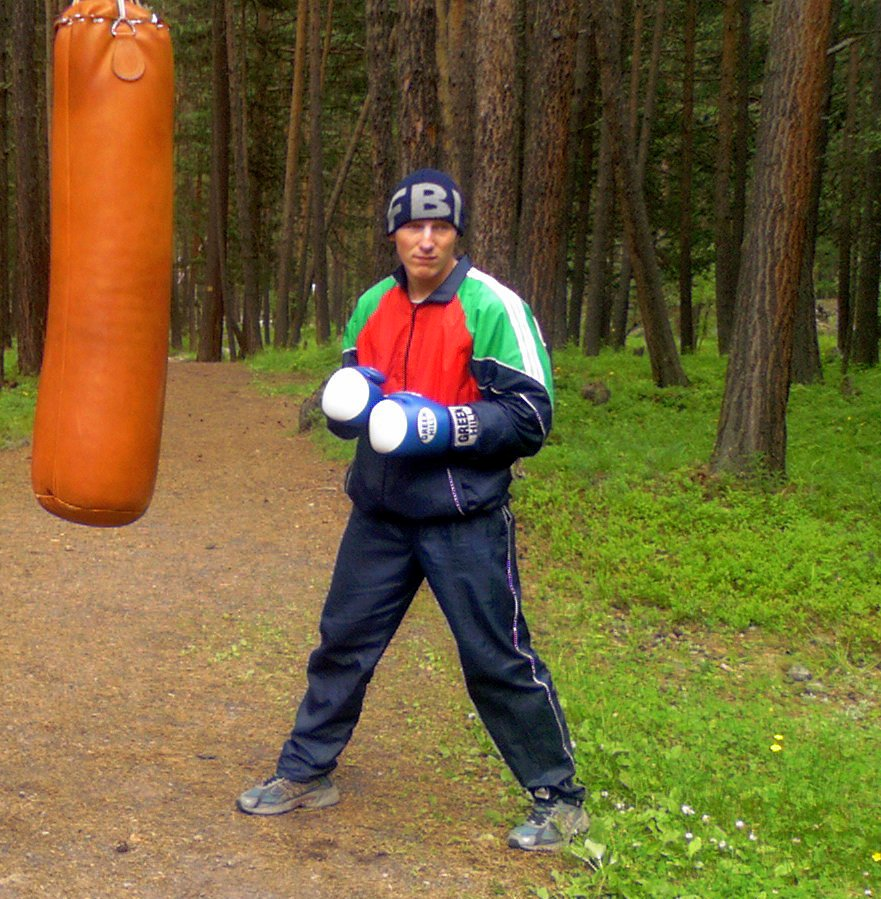
Michail Dauhaljawez

Michail Dauhaljawez (belarussisch Міхаіл Даўгалявец; * 18. Mai 1990 in Minsk, Weißrussische Sozialistische Sowjetrepublik) ist ein belarussischer Boxer im Halbschwergewicht. 2012 und 2016 nahm er an den Olympischen Spielen teil.

## Amateurkarriere
Michail Dauhaljawez ist Silbermedaillengewinner der Militär-Weltmeisterschaften (CISM) 2008 in Aserbaidschan und der World University Championships 2016 in Thailand, sowie Bronzemedaillengewinner der Sommer-Universiade 2013 in Russland und der World University Championships 2014 in Russland.
Er nahm 2011 an den Europameisterschaften in der Türkei und den Weltmeisterschaften in Aserbaidschan teil. Zudem startete er bei den Olympischen Spielen 2012 in London, wo er im ersten Kampf gegen Oleksandr Hwosdyk unterlag.
2015 erreichte er jeweils das Viertelfinale bei den Europameisterschaften in Bulgarien und den Weltmeisterschaften in Katar. Bei den Olympischen Spielen 2016 in Rio de Janeiro besiegte er in der Vorrunde Valentino Manfredonia, schied aber dann gegen Ädilbek Nijasymbetow aus.
2017 war er erneut Viertelfinalist der Europameisterschaften in der Ukraine und der Weltmeisterschaften in Deutschland.
2019 nahm er an den Europaspielen in Belarus und den Weltmeisterschaften in Russland teil.
Dauhaljawez ist darüber hinaus belarussischer Meister der Jahre 2011, 2012, 2017 sowie 2018 und boxte von 2013 bis 2016 für das Team Azerbaijan Baku Fires in der World Series of Boxing.

## Profikarriere
Sein Profidebüt gewann er am 29. Februar 2020.